# 鶯遷鄉
迁莺乡也称为迁莺乡， 为今江西省永丰县八江乡，地处吉水、永丰两县的交界处。
古时候时迁莺乡管辖范围较广，涵盖今永丰县的富溪、坑田、八江三个乡的地方。

## 置乡
唐天宝三年曾氏登科由永安乡更名为迁莺乡，五代南唐时设置吉水县，属吉水管辖。
公元1054年（仁宗至和元年），析吉水县报恩镇及云盖、兴平、龙云、永丰、明德5乡（即阳丰、兴平2县地）新置永丰县，
南宋绍兴二十一年（1151年）改属永丰。

## 其他
曾子后裔曾據从永丰吉阳乡迁於永丰迁莺乡